# 프리거니즘

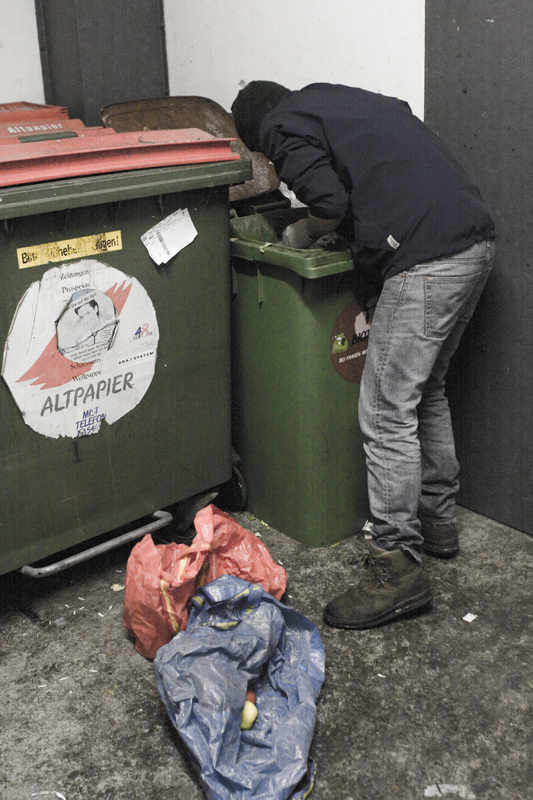

프리거니즘(영어: freeganism)은 길거리에 버려진 폐기물을 회수하여 재사용하는 주의이며, 길거리에 버려진 음식만을 먹는다. 이러한 사람들을 프리건(영어: freegan)이라고 한다.

## 같이 보기
- 수렵채집사회